# Arrondissement de Sternberg-Est

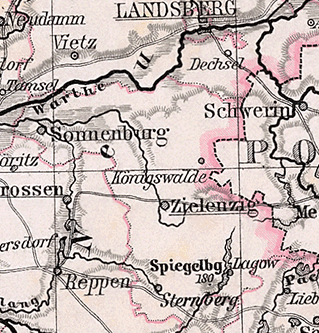
Le territoire de l'arrondissement en 1905

L'arrondissement prussien de Sternberg-Est, dans la province de Brandebourg, existe de 1873 à 1945. L'ancien territoire de l'arrondissement se trouve désormais essentiellement dans le powiat de Sulęcin de la voïvodie polonaise de Lubusz. L'arrondissement comprend récemment les quatre villes de Königswalde, Sonnenburg, Sternberg-en-Nouvelle-Marche et Zielenzig, 73 autres communes et deux districts de domaine forestiers .

## Histoire
L'arrondissement est créé en 1873 lorsque l'arrondissement de Sternberg-en-Nouvelle-Marche est divisé en arrondissements de Sternberg-Est et de Sternberg-Ouest. Le bureau du nouveau arrondissement de Sternberg-Est se trouve dans la ville de Zielenzig.
Le 30 septembre 1929, une réforme régionale a lieu dans l'arrondissement de Sternberg-Est, conformément à l'évolution du reste de l'État libre de Prusse, dans laquelle tous les districts de domaine sauf deux sont dissous et attribués aux communes voisines.
Fin janvier 1945, l'Armée rouge conquiert la région et la place le 2 février sous la direction d'un commandant de guerre. Après un pillage approfondi et le démantèlement d'entreprises importantes, il le remet le 25 juillet 1945 à l'administration de la République populaire de Pologne, qui est déjà représentée sur place par un représentant d'arrondissement depuis le 23 mai 1945. L'expulsion de la population locale commence en août 1945. Au même moment, l’immigration de migrants polonais et ukrainiens commence, dont certains viennent de régions situées à l’est de la ligne Curzon tombée aux mains de l’Union soviétique. La majorité des migrants viennent des anciennes régions polonaises d'Ukraine.

## Évolution de la démographie
| Année | Habitants | Source |
| ----- | --------- | ------ |
| 1871  | 48 476    | [ 5 ]  |
| 1890  | 50 449    | [ 6 ]  |
| 1900  | 47 910    | [ 6 ]  |
| 1910  | 44 238    | [ 6 ]  |
| 1925  | 43 890    | [ 6 ]  |
| 1933  | 41 963    | [ 6 ]  |
| 1939  | 40 595    | [ 6 ]  |

## Administrateurs de l'arrondissement
- 1873-1880 Guillaume Noack
- 1880-1889 Julius Karney
- 1889-1899 Friedrich von Bockelberg-Vollard (de)
- 1899-1907 Friedrich von Mickwitz
- 1907-1919 Friedrich von Bockelberg-Vollard
- 1919-1931 Karl Lindenberg (de)
- 1931-1933 Walther Kühn (de), DVP
- 1933-1937 Werner Schmuck (de), NSDAP
- 1937-1942 Adolf Pott (de)
- 1942-1945 Karl Kiejak

## Constitution communale
Avec l'introduction de la loi constitutionnelle communale prussienne du 15 décembre 1933 et du Code communal allemand du 30 janvier 1935, le principe du chef est appliqué au niveau communal le 1er avril 1935.

## Transports
Depuis 1870, la ligne Posen-Francfort-sur-l'Oder (de) de la société des chemins de fer de Posnanie et de la Marche (de) traverse l'arrondissement de Sternberg-Est, dont la seule gare ici est la ville de Sternberg.
Seulement 20 années plus tard, les chemins de fer prussiens ouvrent le reste de l'arrondissement. En 1890, un chemin de fer relie Reppen au chef-lieu de l'arrondissement de Zielenzig et en 1892 à Meseritz dans la province de Posnanie. À Zielenzig, en 1912, la liaison avec Landsberg-sur-la-Warthe bifurque. De plus, à partir de 1909, la ligne Topper-Meseritz touche certaines communes du sud-est de l'arrondissement.
Au nord du quartier, le petit chemin de fer Custrine-Hammer (de), dans lequel l'arrondissement a également une participation financière, longe le Warthebruch. Elle atteint la ville de Sonnenburg en 1896 et est étendue jusqu'à Kriescht en 1906 et enfin jusqu'à la gare de Hammer en 1915 sur la ligne Zielenzig-Landsberg.

## Villes et communes

### Situation de 1945
- Albrechtsbruch
- Alt Limmritz
- Arensdorf
- Beatenwalde
- Beaulieu
- Breesen
- Brenkenhofsfleiß
- Burschen
- Ceylon (Kolonie)
- Dammbusch
- Freiberg
- Gartow
- Glauschdorf
- Gleißen
- Grabow
- Grochow
- Groß Friedrich
- Grunow b. Wutschdorf
- Hammer
- Hampshire[9]
- Heinersdorf
- Herzogswalde
- Jamaica[10]
- Kemnath
- Költschen
- Königswalde, Stadt
- Koritten
- Korsika[11]
- Kriescht
- Lagow
- Langenfeld
- Langenpfuhl
- Louisa
- Malkendorf
- Malsow
- Malta[12]
- Mauskow
- Meekow
- Neu Dresden
- Neu Lagow
- Neu Limmritz
- Neudorf
- Neuwalde
- Ögnitz
- Osterwalde
- Ostrow
- Pensylvanien[13]
- Petersdorf
- Priebrow
- Rauden
- Reichen
- Reitzenstein
- Saint-Jean
- Saratoga[14]
- Schartowsthal
- Scheiblersburg
- Schermeisel
- Schönow
- Schönwalde
- Schwarzsee
- Seeren
- Selchow
- Sonnenburg, Stadt
- Sophienwalde
- Spiegelberg
- Sternberg Nm., Stadt
- Streitwalde
- Stuttgardt
- Sumatra[15]
- Tauerzig
- Tempel
- Trebow
- Waldowstrenk
- Wallwitz
- Wandern
- Woxfelde
- Zielenzig, ville

L'arrondissement comprend également les districts de domaine de Forst Königswalde et de Forst Nesselkappe.

### Communes dissoutes avant 1945
- Altona, 1928 à Reitzenstein
- Groß Kirschbaum, dissous en 1939
- Lindow, dissoute en 1939
- Maryland, 1928 à Neu Dresden

## Personnalités liées à l'arrondissement
- Gerhard Domagk (1895-1964), bactériologiste né à Lagow